# Hrabstwo Cook (Minnesota)

Piramida wieku hrabstwa

Hrabstwo Cook ze stolicą w Grand Marais znajduje się w północno-wschodniej części stanu Minnesota, USA. Według danych z roku 2005 zamieszkuje je 5367 mieszkańców, z czego 89,45% stanowią biali. Nazwa hrabstwa pochodzi od nazwiska majora Michaela Cooka, żołnierza i senatora.

## Warunki naturalne
Hrabstwo zajmuje obszar 8650 km² (3340 mi²), z czego 3757 km² (1451 mi²) to lądy, a 4893 km² (1889 mi²) wody. Graniczy z 5 innymi hrabstwami (dystryktami), z czego 3 to granice wodne na Jeziorze Górnym: 
- Dystrykt Thunder Bay (Kanada) (północ, północny wschód)
- Hrabstwo Lake (zachód)
- Hrabstwo Ashland (południe)
- Hrabstwo Keweenaw (wschód)
- Hrabstwo Ontonagon (wschód)

### Główne szlaki drogowe
- Minnesota State Highway 61

## Demografia
Według spisu z 2000 roku hrabstwo zamieszkuje 5 168 osób, które tworzą 2 350 gospodarstw domowych oraz 1 438 rodzin. Gęstość zaludnienia wynosi mniej niż 1 osoba/km². Na terenie hrabstwa jest 4 708 budynków mieszkalnych o częstości występowania wynoszącej 1 budynek/km². Hrabstwo zamieszkuje 89,45% ludności białej, 7,59% ludności czarnej, 0,33% rdzennych mieszkańców Ameryki, 0,29% Azjatów, 0,04% mieszkańców Pacyfiku, 0,25% ludności innej rasy oraz 2,05% ludności wywodzącej się z dwóch lub więcej ras, 0,75% ludności to Hiszpanie, Latynosi lub inni. Pochodzenia niemieckiego jest 21,6% mieszkańców, 17,7% norweskiego, 11,5 szwedzkiego, a 7,2% irlandzkiego.
W hrabstwie znajduje się 2 350 gospodarstw domowych, w których 24,4% stanowią dzieci poniżej 18. roku życia mieszkający z rodzicami, 52% małżeństwa mieszkające wspólnie, 6,1% stanowią samotne matki oraz 38,8% to osoby nie posiadające rodziny. 32,5% wszystkich gospodarstw domowych składa się z jednej osoby oraz 10,8% żyję samotnie i jest powyżej 65. roku życia. Średnia wielkość gospodarstwa domowego wynosi 2,17 osoby, a rodziny 2,73 osoby.
Przedział wiekowy populacji hrabstwa kształtuje się następująco: 20,4% osób poniżej 18. roku życia, 5,4% pomiędzy 18. a 24. rokiem życia, 25,8% pomiędzy 25. a 44. rokiem życia, 31,2% pomiędzy 45. a 64. rokiem życia oraz 17,2% osób powyżej 65. roku życia. Średni wiek populacji wynosi 44 lata. Na każde 100 kobiet przypada 99,7 mężczyzn. Na każde 100 kobiet powyżej 18. roku życia przypada 98,5 mężczyzn.
Średni dochód dla gospodarstwa domowego wynosi 36 640 dolarów, a średni dochód dla rodziny wynosi 47 132 dolarów. Mężczyźni osiągają średni dochód w wysokości 31 211 dolarów, a kobiety 23 650 dolarów. Średni dochód na osobę w hrabstwie wynosi 21 775 dolarów. Około 8,1% rodzin oraz 10,1% ludności żyje poniżej minimum socjalnego, z tego 12,2% poniżej 18 roku życia oraz 6,8% powyżej 65. roku życia.

## Miasta
- Grand Marais
- Lutsen (CDP)